# Viðey
Viðey ([ˈvɪːðˌeiː]) es la mayor de las islas del fiordo Kollafjörður en Islandia, cerca de la capital Reikiavik.

## Geografía
Está compuesta por dos secciones. La norte es de forma ovoide y la sur, más grande, de tipo rectangular. La costa sudoeste de la segunda se encuentra a menos de un kilómetro del distrito de Laugardalur.

## Torre de la paz
En la sección sur Viðey se encuentra la Torre Imagina la Paz, desarrollada y construida por la artista conceptual Yoko Ono y John Lennon, que estaban casados cuando él fue asesinado en 1980.
Consiste en una torre de luz vertical, compuesta por reflectores con prismas que actúan como espejos, y un monumento con las palabras "Imagina la Paz", que alude a la canción Imagine, de Lennon.